# Giuramento di fedeltà (romanzo)
Giuramento di fedeltà (Oath of Fealty) è un romanzo di fantascienza degli scrittori Larry Niven e Jerry Pournelle, pubblicato nel 1981.

## Storia editoriale
L'opera, nel 1983, è stata candidata al Prometheus Awards per il miglior romanzo; nel 1997 è stata candidata allo stesso riconoscimento, stavolta per l'inserimento nella Hall of fame.

## Trama
(Larry Niven e Jerry Pournelle, Giuramento di fedeltà)
In un futuro prossimo, una rivolta razziale ha provocato la distruzione di una zona urbana a poca distanza da Los Angeles. La città vende i diritti di costruzione dell'area a una società privata, che vi edifica un'arcologia, denominata Todos Santos. La nuova entità legale ha peculiari diritti di controllo sulla zona e esclusive guarentigie legali. Il tenore di vita più elevato di cui godono i residenti di Todos Santos provoca risentimento tra gli abitanti di Los Angeles. Gli abitanti dell'arcologia hanno sviluppato una cultura diversa, sacrificando la propria privacy in cambio della sicurezza, garantita da guardie e telecamere. I residenti sono fieramente leali all'arcologia e alla sua gestione, e vengono ripagati da un governo rispettoso delle esigenze e dei diritti dei propri cittadini. I sistemi di sicurezza, i flussi informativi, le comunicazioni e i servizi dell'arcologia sono gestiti da MILLIE, un sistema informatico avanzato, e alcuni dirigenti di alto livello hanno collegamenti diretti con MILLIE tramite interfaccia neurale impiantato nel cervello. Altri residenti lavorano in telepresenza, inclusa una donna che gestisce a distanza le attrezzature da costruzione su una base lunare.
Todos Santos suscita risentimenti tra gli abitanti di Los Angeles, ma ne ha anche migliorato la qualità di vita; la società proprietaria dell'arcologia ha trasferito degli iceberg di fronte a Los Angeles, risolvendo il problema della carenza idrica per tutti i californiani del sud. Todos Santos ha scavato una nuova linea di metropolitana a Los Angeles utilizzando una macchina innovativa. Todos Santos è ben collegata con la vicina metropoli e dispone di un enorme centro commerciale aperto agli abitanti di Los Angeles e da essi molto frequentato. Questa facile frequentazione fa sì che i funzionari della città di Los Angeles si lamentino del gettito fiscale cui devono rinunciare a causa dei soldi spesi dai cittadini fuori dal loro comune.
Un giorno, tre giovani losangelini si introducono nelle aree di manutenzione di Todos Santos grazie al possesso dei codici di accesso alle aree interdette e a apparati per il disturbo elettronico delle comunicazioni. Quando vengono rilevati dai sistemi di sicurezza e dal personale di sorveglianza, danno l'impressione di essere terroristi in procinto di piazzare una bomba agli impianti energetici della città, con conseguenze catastrofiche. Tutti i tentativi di fermare i tre con metodi innocui falliscono. Il vicedirettore, Preston Sanders, piuttosto che rischiare le conseguenze disastrose dell'esplosione di una bomba, ordina il rilascio di gas letale. Due degli intrusi rimangono uccisi. Si scopre tuttavia che i tre terroristi erano solo tre ragazzi che simulavano di trasportare una ordigno e che l'azione non era un atto terroristico ma solo un'azione dimostrativa, cosa che i servizi di sicurezza di Todos Sants non potevano intuire. Si scopre presto che i tre giovani sono stati sono stati strumentalizzati e ingannati dalla Friends of Man and the Earth Society (FROMATES), un gruppo di ecoterroristi anti-tecnologici che vorrebbero vedere Todos Santos distrutta o abbandonata, ritenendo il suo impatto ecologico insostenibile.
La morte dei due giovani causa conseguenze politiche e legali. Sanders è accusato di omicidio dalle autorità giudiziarie di Los Angeles. Mentre il direttore di Todos Santos, Art Bonner, sarebbe pronto a sfidare in giudizio Los Angeles, Sanders si costituisce. L'arcologia è costretta a disattivare le sue difese letali come voluto e previsto dai FROMATES, per non incorrere in ulteriori problemi legali. Quando ciò accade, devono presto affrontare un vero e proprio attacco da parte dei FROMATES, che tentano di affrontare tutti i mezzi non letali disponibili. Quando gli intrusi dimostrano di essere armati e equipaggiati con esplosivi, noncé a conoscenza della mappa sotterranea della città, della dislocazione delle telecamere e dei sistemi di sicurezza, Todos Santos non può fare altro che eliminare con la forza i terroristi. A questo punto la credibilità di Todos Santos di essere inespugnabile e di saper provvedere alla sicurezza dei propri cittadini è in pericolo; il progettista dell'arcologia, Tony Rand, suggerisce l'idea di liberare Sanders dalla prigione di Los Angeles. Il progetto di fuga trova l'approvazione della dirigenza. Viene aperto un tunnel sotto la prigione usando la macchina per scavare i tunnel della metropolitana, viene rilasciato gas soporifero nella prigione e Sanders viene liberato. Grazie alle informazioni di un giornalista, Thomas Lunan, che in cambio ha voluto partecipare all'esfiltrazione di Sanders, la spia interna a Todos Santos viene scoperta e allontanata per sempre.
Los Angeles reagisce presto con mandati di arresto e di perquisizione, ma vengono presto sconfitti dalle dimensioni dell'arcologia e dall'abilità dei dirigenti e dai legali di Todos Santos, aiutati in parte dai loro legami diretti con MILLIE, di nascondere Rand e Sanders. Dopo che Todos Santos ha dimostrato che può causare problemi a Los Angeles, ad esempio contaminando la fornitura idrica di Los Angeles proveniente dal loro iceberg con acqua salata, viene raggiunta una tregua: Rand e Sanders lasceranno definitivamente, in segreto, gli Stati Uniti e i rapporti tra Los Angeles e Todos Santos verranno ripristinati. Nel frattempo i FROMATES rapiscono una dirigente di Todos Santos, Barbara Churchward, insieme all'ex moglie di Tony Rand, Genevieve, usata come esca dal capo dei FROMATES, Arnold Renn. Entrambe vengono liberate dalle forze di sicurezza dell'arcologia, grazie al collegamento di Churchward con MILLIE, attraverso il quale la donna invia informazioni alle squadre di recupero.
Tony Rand si riconcilia con la moglie ed entrambi si trasferiscono, fuggiaschi, in Canada dove è in progetto la costruzione di una nuova arcologia di cui l'uomo sarà il progettista. Arnold Renn viene ucciso da un killer probabilmente per vendetta, su commissione del padre di uno dei ragazzi uccisi durante la prima incursione a Todos Santos. L'arcologia negozia una tregua con Los Angeles con reciproco vantaggio.

## Edizioni
- (EN) Larry Niven e Jerry Pournelle, Oath of Fealty, 1ª ed., West Bloomfield, Phantasia Press, agosto 1981, ISBN 978-0-932096-12-8.
- (ES) Larry Niven e Jerry Pournelle, Juramento de fidelidad, Acervo, 1º gennaio 1983, ISBN 9788470023507.
- (DE) Larry Niven e Jerry Pournelle, Todos Santos, traduzione di Heinz Nagel, Heyne Science Fiction & Fantasy, n. 4072, Monaco di Baviera, Heyne, maggio 1984, ISBN 978-3-453-31036-0.
- Larry Niven e Jerry Pournelle, Giuramento di fedeltà, traduzione di Maria Teresa Marenco, Collana Urania, n. 1231, Milano, Mondadori, 15 maggio 1994.